# 天地創造 (ハイドン)
『天地創造』（てんちそうぞう、Die Schöpfung ）Hob.XXI-2は、フランツ・ヨーゼフ・ハイドンが作曲したオラトリオ。『四季』とともにハイドンの最も有名なオラトリオのひとつである。

## 概要
当時のハイドンは、2度目のロンドン滞在を終えてウィーンに帰ってきたあとに、1796年から1798年にかけてこの曲の作曲を行った。作曲を依頼したのは興行主として活動していたヨハン・ペーター・ザロモンであった。「旧約聖書」の「創世記」第1章とミルトンの「失楽園」を元にして書かれた英語の台本のゴットフリート・ヴァン・スヴィーテン男爵（Gottfried van Swieten）によるドイツ語訳に作曲された。
1798年4月29日、ウィーンのシュヴァルツェンベルク侯爵邸において作曲者自身によって初演されたが、これは非公開で行なわれ、公開初演は1799年3月19日にケルントナートーア劇場で行なわれた。初演は大成功を収め、その様子をスウェーデンの作曲家ヨハン・フレドリク・ベールヴァルド（フランス・ベールヴァルドの従兄弟）は「大変な拍手喝采だった」と伝えている。のちに楽譜は1800年に出版された。
現在でもウィーンでは新年の初めの演奏会に恒例として演奏される。

## 編成
ソプラノ独唱：ガブリエルとエヴァ、テノール独唱：ウリエル、バス独唱：ラファエルとアダム
、混声四部合唱

管弦楽：フルート3、オーボエ2、クラリネット2、ファゴット2、コントラファゴット、ホルン2、トランペット2、トロンボーン3、ティンパニ、弦五部

レチタティーヴォ：チェンバロまたはフォルテピアノ

## 演奏時間
約1時間40分（各35分、35分、30分）。

## 構成
全体は3つの部分に分けられ、第1部で天地創造の第1日から第4日までが、第2部では第5日、第6日が語られ、第3部では第2部で創造された人間の男女、アダムとエヴァの姿が語られる。

### 第1部：第1曲 - 第13曲
- 第1日 第1曲 ラルゴ:混沌の描写 レチタティーヴォと合唱 はじめに神は天と地を創造（つく）られた
- 第2曲 アリアと合唱 いまや聖なる光の前に、暗黒の闇の灰色の影は消えうせ
- 第2日 第3曲 レチタティーヴォ 神は大空を造り
- 第4曲 ソプラノ独唱付き合唱 喜ばしき天使たちの群れは驚きをもって
- 第5曲 レチタティーヴォ 神はまた言われた
- 第3日 第6曲 アリア 泡立つ波を轟かせて
- 第7曲 レチタティーヴォ また神は言われた
- 第8曲 アリア いまや野は爽やかな緑をさしいだして
- 第9曲 レチタティーヴォ やがて天使たちの軍勢が、第3日を告げ知らせ
- 第10曲 合唱 弦の調べを合わせよ
- 第11曲 レチタティーヴォ 神は言われた
- 第4日 第12曲 レチタティーヴォ いまや輝きに満ちて、陽は光を放ちながら昇る
- 第13曲 独唱付き合唱 もろもろの天は神の栄光をあらわし

### 第2部：第14曲 - 第28曲
- 第5日 第14曲 レチタティーヴォ 神はまた言われた
- 第15曲 アリア 力強い翼を広げて
- 第16曲 レチタティーヴォ 神は大きな鯨と全ての動く生き物をつくり
- 第17曲 レチタティーヴォ やがて天使たちは彼らの不滅の竪琴を奏で
- 第18曲 三重唱 若々しき緑に飾られて
- 第19曲 独唱付き合唱 主は、その脚力によりて大いなり
- 第6日 第20曲 レチタティーヴォ 神はまた言われた
- 第21曲 レチタティーヴォ 大地は直ちにその胎を開き
- 第22曲 アリア いまや天は光に溢れて輝き
- 第23曲 レチタティーヴォ そこで神は、その御姿に従って人間をつくられた
- 第24曲 アリア 威厳と気高さを身につけ
- 第25曲 レチタティーヴォ そこで神が、作られた全てのものを見られたところ
- 第26曲 合唱 大いなる御業は成りぬ
- 第27曲 三重唱 おお主よ、全てのものはあなたを仰ぎ見
- 第28曲 合唱 大いなる御業は成りぬ

### 第3部：第29曲 - 第34曲
- 第29曲 ラルゴ － レチタティーヴォ 薔薇色の雲を破り
- 第30曲 二重唱と合唱 おお主なる神よ
- 第31曲 レチタティーヴォ 我らは創造主に感謝を捧げ
- 第32曲 二重唱 優しき妻よ、お前の傍らにあれば
- 第33曲 レチタティーヴォ おお幸いなる夫婦よ
- 第34曲 終結合唱 全ての声よ、主に向かって歌え！